# Nephodia translineata
Nephodia translineata är en fjärilsart som beskrevs av W. Warren 1907. Nephodia translineata ingår i släktet Nephodia och familjen mätare. Inga underarter finns listade i Catalogue of Life.